# 1737
1737 (MDCCXXXVII) je bilo navadno leto, ki se je po gregorijanskem koledarju začelo na torek, po 11 dni počasnejšem julijanskem koledarju pa na soboto.

## Dogodki
- 1. januar

## Rojstva
- 29. januar – Thomas Paine, ameriški revolucionar, pisatelj († 1809)
- 8. maj – Edward Gibbon, angleški zgodovinar († 1794)
- 9. september – Luigi Galvani, italijanski anatom, zdravnik in fizik († 1798)
- 15. september – Mikloš Küzmič, madžarsko-slovenski pisatelj, prevajalec, dekan Slovenske okrogline († 1804)

## Smrti
- – Samuel Bold, angleški anglikanski duhovnik, filozof in teolog (* 1649)